# AU-23 (航空機)
AU-23 ピースメーカー
- 用途：COIN機、多用途機
- 製造者：フェアチャイルド
- 運用者

  -  アメリカ合衆国（アメリカ空軍）
  -  タイ（タイ王国空軍）
- 運用状況：現役（タイ王国空軍）

AU-23は、アメリカ合衆国の航空機メーカーであるフェアチャイルド社が開発したターボプロップ単発のCOIN機/多用途機。愛称はピースメーカー（Peacemaker）。

## 概要
1960年代、アメリカのフェアチャイルド・ヒラー社（当時）は、スイスのピラタス社が開発したPC-6 ターボ・ポーター軽単発機の製造ライセンスを取得して、計92機の生産を行った。このうち、ベトナム共和国空軍（南ベトナム空軍）向けの武装可能で短距離離着陸可能な軽量汎用機として、1960年代後期から開発されたのがAU-23である。36機（25機とする資料もある）が製造された。
エンジンにはギャレット TPE331-1-101F ターボプロップエンジンを搭載する。主脚は固定式で、不整地用の高弾性タイヤが装備されている。胴体下1か所と主翼下4か所に兵装搭載用のハードポイントが追加されており、ガンポッドやロケット弾ポッド、爆弾、宣伝ビラ散布機などが装備できた。また、キャビン内部にはM61バルカン砲をベースにしたXM197 20mm3砲身機関砲が取り付けられるようになっており、内部から砲手が機体側方に向けて射撃することができた。そのほか、軍用の航法/通信機器と兵装管理機器が装備されている。乗員は操縦手・副操縦手・砲手の3名で、輸送用途に使用する場合は武装した兵員5名もしくは乗客6名を搭載可能だった。
AU-23の初号機は、1971年1月にアメリカ空軍の第4400特殊作戦飛行隊に配備され、運用評価が実施された。しかし、戦闘速度の遅さや運用高度の低さ、兵装投下後の離脱の困難性、装甲の欠如などが指摘され、戦闘任務には不適と判断された。さらに、フェアチャイルド社からの納入が遅れている間に、ベトナムの戦況が悪化し、AU-23はアメリカ本土に引き上げられることになった。1972年6月にAU-23は保管状態となり、その後軍事支援プログラムの一環としてタイ王国空軍に供与された。

## 運用国
- アメリカ空軍 - 退役済み[3]。
- タイ空軍 - 2023年時点で、16機のAU-23Aを運用している[4]。

## 性能諸元
- 全幅：15.14 m[1]
- 全長：11.23 m[1]
- 全高：3.73 m[1]
- 主翼面積：22.9 m2[1]
- 空虚重量：1,870 kg[1]
- 最大離陸重量：2.767 kg[1]
- 最大兵装搭載量：903 kg[1]
- エンジン：ギャレット TPE331-1-101F ターボプロップ×1[1]
- 推力：496 kW[1]
- 最大速度：280 km/h（最適高度）[1]
- 巡航速度：262 km/h（最適高度）[1]
- 初期上昇率：457 m/min[1]
- 実用上昇限度：6,950 m[1]
- 行動半径：898 km[1]
- ペイロード：兵員10名（最大）または貨物[1]